# Прапор Ужгорода
Пра́пор У́жгорода затверджений 14 червня 1990 p. рішенням Ужгородської міської ради.

## Опис
Прапор Ужгорода — це прямокутне полотнище. Воно складається з двох горизонтально розташованих кольорових смуг: верхньої — синього кольору, яка становить половину ширини прапора і нижньої — золотистого кольору, яка становить половину ширини прапора.
Ширина до довжини прапора співвідносяться як 1:2. У лівому верхньому куті прапора на синьому фоні нанесено контурне золотисте зображення герба м. Ужгорода.